# SillyP2P
SillyP2P（シィリーピートゥーピー）は、P2Pソフト「KazaA」上のファイルのダウンロードより感染するW32。
感染すると「|||-={EsPeCiálly FoR YoU}=-|||」というメッセージが表示させる。